# České korunovační klenoty

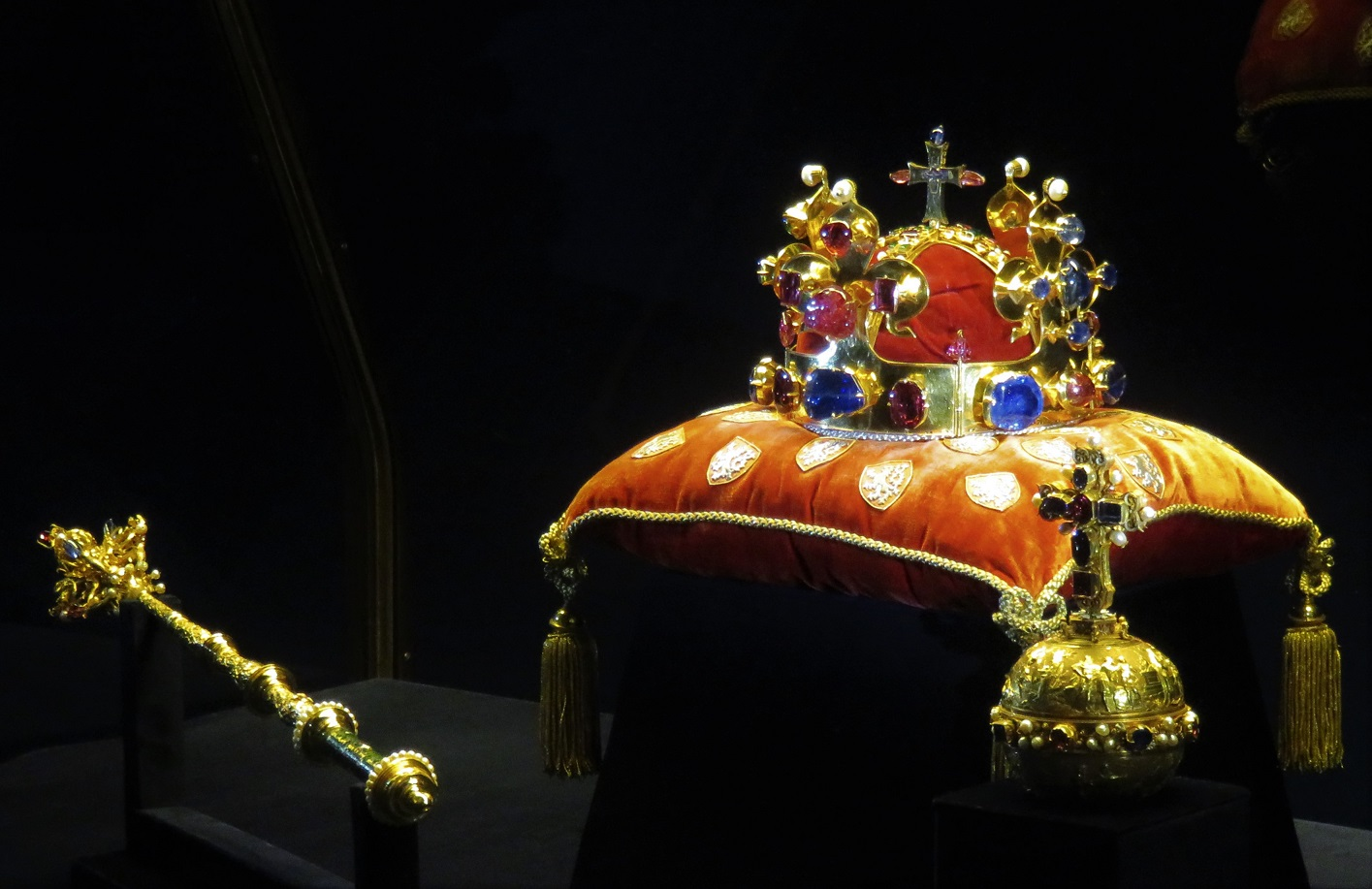
Korunovační klenoty na výstavě v květnu 2016

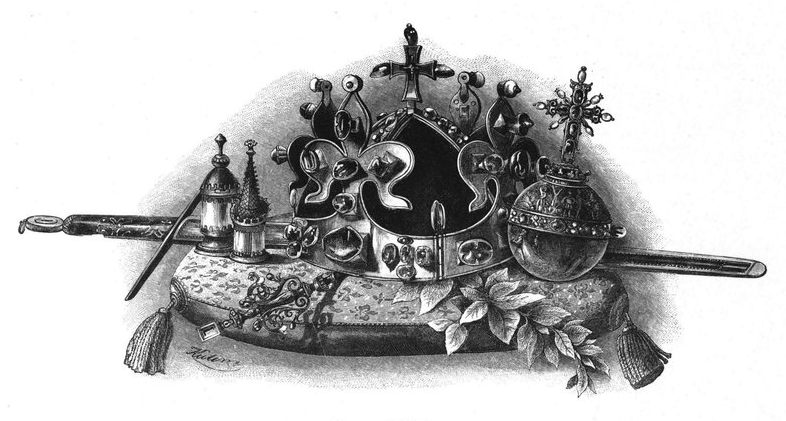
Kresba klenotů z 19. století

České korunovační klenoty jsou souborem předmětů ze sbírky Svatovítského pokladu a sloužily jako odznaky (insignie) vlády a moci českých králů. Udělovaly se při korunovaci.
Soubor zahrnuje svatováclavskou korunu, královské žezlo, královské jablko, dále kožená pouzdra na korunu, žezlo a jablko, podušku pod korunu, korunovační plášť s hermelínovými doplňky, štólu, pás a tzv. manipul. Svatováclavskou korunu nechal v letech 1345 až 1346 zhotovit Karel IV. ke své korunovaci českým králem, což ji dělá čtvrtou nejstarší v Evropě. Ostatní předměty se staly součástí později (patrně v 16. století). Spolu s korunovačními klenoty bývá vystavován zlatý relikviářový kříž, zvaný korunovační, a obřadní korunovační meč svatého Václava.
Korunovační klenoty jsou národní kulturní památkou, za niž byly prohlášeny v roce 1962 na druhém místě po Pražském hradě. Uloženy jsou v Korunní komoře chrámu sv. Víta v Praze, odkud jsou vynášeny jen při zvláštních příležitostech.

## Popis jednotlivých předmětů

### Svatováclavská koruna

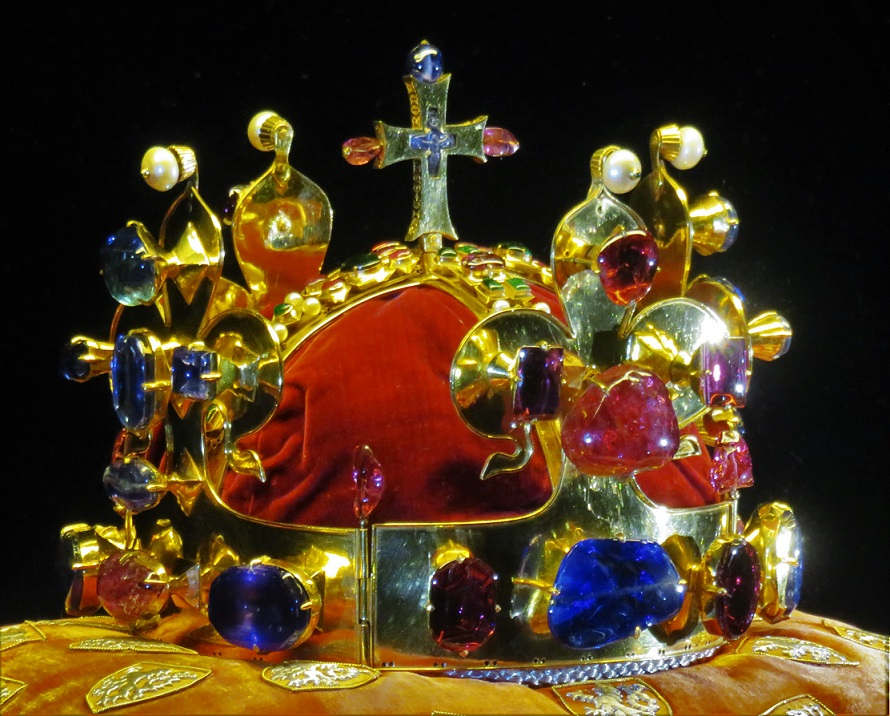
Svatováclavská koruna

Svatováclavská koruna má podobu zlaté čelenky, složené ze čtyř dílů. Každý z těchto dílů má na vrcholu velkou lilii. Čelenka je zhotovena ze zlata o ryzosti 22 karátů. Díly jsou nahoře spojeny dvěma příčnými pásky (kamarami) o šířce 4 centimetry, které jsou v místě svého překřížení (na vrcholu) osazeny křížkem. Kamary jsou zhotoveny ze zlata nižší ryzosti (19 až 20 karátů) než čelenka a byly posázeny dvojicemi 30 zelených smaragdů a rubínů. Pásy pocházejí ze zlatého opasku, který byl svatebním darem Blanky z Valois, snad od jejího nevlastního bratra, francouzského krále Filipa VI. Jednotlivé části koruny jsou spojeny zlatými závlačkami. Koruna je osazena 96 drahými kameny a perlami, z nichž nejvzácnější je červený kámen, rubelit (do roku 1998 považovaný za rubín), o rozměrech 4 × 3,7 cm na čelné straně. Celkem bylo použito 19 safírů, 30 smaragdů, 44 spinelů, 1 rubín, 1 rubelit, 1 akvamarín a 20 perel. Do křížku na vrcholu byl údajně vložen trn z koruny Ježíše Krista, který Karlu IV. daroval francouzský král Jan II. Dobrý. Na zlaté obroučce křížku je vyrytý latinský nápis HIC EST SPINA DE CORONA DOMINI (Zde je trn z koruny Páně).
Koruna váží 2358,04 gramů, lilie dosahují výšky 19 centimetrů, průměr čelenky je 19 až 21 centimetrů.

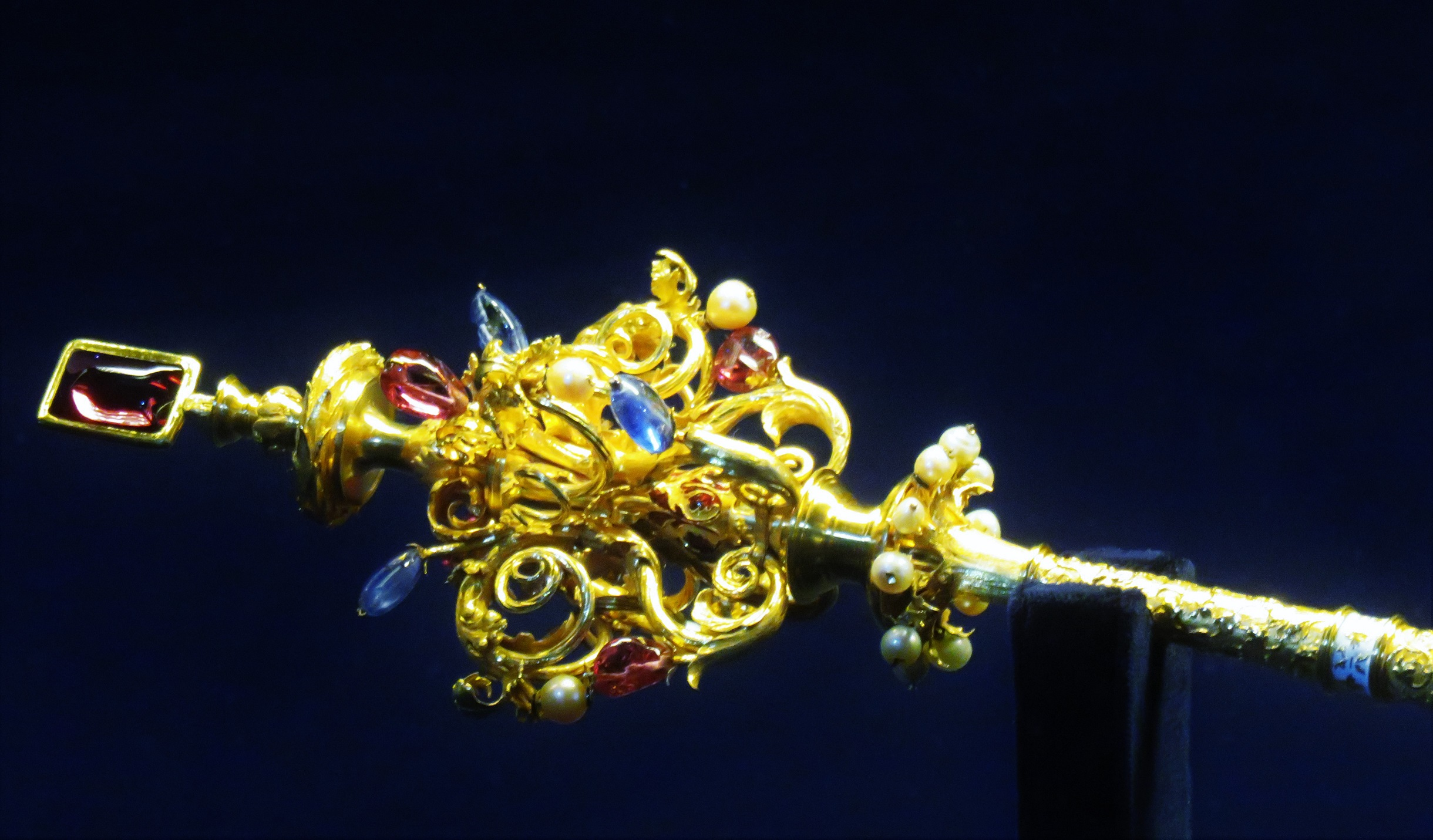
Hlavice renesančního žezla

### Královské žezlo

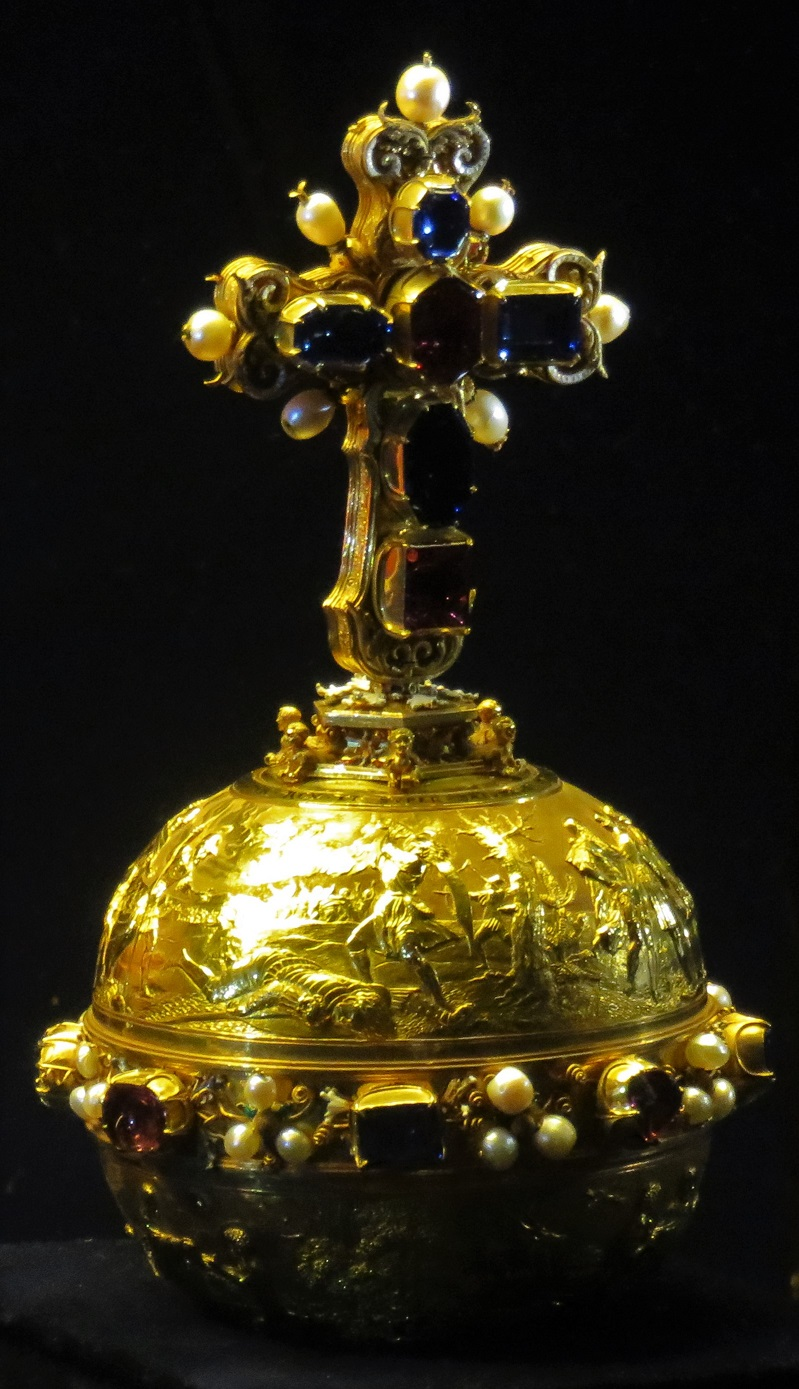
Renesanční královské jablko

Žezlo vytvořil augsburský zlatník Hans Haller roku 1533 pro krále Ferdinanda I. Habsburského. Je zhotoveno z osmnáctikarátového zlata. Má délku 67 cm a váží 1013 g. Je ozdobeno 4 safíry, 5 spinely a 62 perlami. Mimořádně velký spinel je osazen na vrcholu žezla. Žezlo se skládá ze čtyř částí. Rukojeť je pokryta emailovými lístky, květy a větévkami a je po obou stranách zakončena věnečkem perel. Dřík žezla je zdoben rovněž rostlinným dekorem. Hlavice žezla je stylizována do tvaru květu mezi spirálkami a je osazena perlami, vrtanými safíry a rubíny na trnech.

### Královské jablko

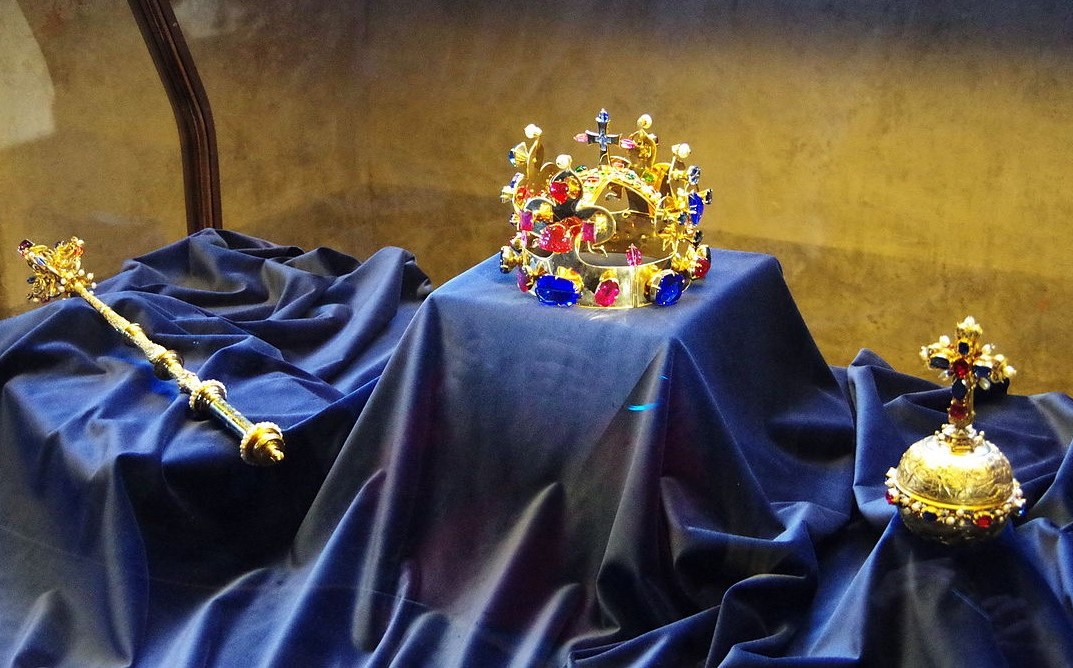
Novodobá kopie klenotů – žezlo, koruna a jablko

Královské jablko bylo vytvořeno roku 1527 pro císaře Ferdinanda I. Habsburského. Je rovněž zhotoveno z osmnáctikarátového zlata. Je lehce zploštělé o průměru 11,9 cm a výšce 9,8 cm. I s křížem na vrcholu je vysoké 22 cm. Váží 780 g. Jablko je na kříži a na obroučce osazeno celkem 8 safíry, 6 spinely a 31 perlami. Na vrchní části pod křížem je latinský nápis DOMINE IN VIRTUTE TUA LETABITUR REX ET SUPER SALUTARE TUAM EXULTABIT (Hospodine, z tvé moci raduje se král a z pomoci tvé jásá). Na zadní straně kříže uprostřed je nápis DEUS CELUM REGNAT ET REGES TERRE (Bůh vládne nebesům a králové zemi).
Obě polokoule jablka jsou zdobeny tepanými reliéfními scénami ze Starého zákona, nahoře historie krále Davida: 1. pomazání Davida na krále; 2. zápas Davida s Goliášem. Na dolní polokouli jsou tři výjevy z knihy Genesis (Stvoření): 1. Adam klečící před Bohem Stvořitelem, 2. uvedení Adama do ráje, 3. Bůh Stvořitel varuje Adama a Evu před stromem poznání.

### Korunovační plášť
Korunovační plášť byl zhotoven původně pro korunovaci Ferdinanda II. na českého krále roku 1617 a následně používán k českým korunovacím až do roku 1836, kdy se uskutečnila poslední korunovace rakouského císaře Ferdinanda I. Král byl do pluviálu (pláště) oděn na začátku korunovačního obřadu a přijímal v něm od arcibiskupa ostatní královské insignie. Jako první žena do něj byla roku 1743 oblečena při své královské korunovaci Marie Terezie, jinak manželky habsburských panovníků byly korunovány na české královny v luxusních šatech podle dobové módy. Plášť je zhotoven z drahocenného hedvábného materiálu červené barvy zvaného zlatohlav a je lemován hermelínem (kožešinou z hranostaje). Plášť je polokruhový, vzadu prodloužený do vlečky a nemá rukávy. Je široký 312 cm a dlouhý 236 cm. Uložen je odděleně od klenotů ve speciálně klimatizovaném depozitáři.

### Kožená pouzdra
Nejstarší je kožené pouzdro na korunu, které nechal Karel IV. zhotovit v roce 1347. Pouzdro má téměř kulovitý tvar, horní a dolní díl jsou bohatě zdobeny. Na pouzdru jsou 4 znaky. Dva jsou na vrchní části: říšská orlice a český lev, na spodní části je rodový erb Arnošta z Pardubic a znak arcibiskupství pražského. Po obvodu je čtyřřádkový červený nápis ANNO DOMINI MCCCXLVII DOMINUS KAROLUS ROMANORUM REX ET BOHEMIAE REX ME FECIT AD HONOREM DEI ET BEATI WENCESLAI MARTIRIS GLORIOSI (Léta Páně 1347 pan Karel, římský král a český král, mě udělal k poctě Boží a slávě mučedníka blahoslaveného Václava).

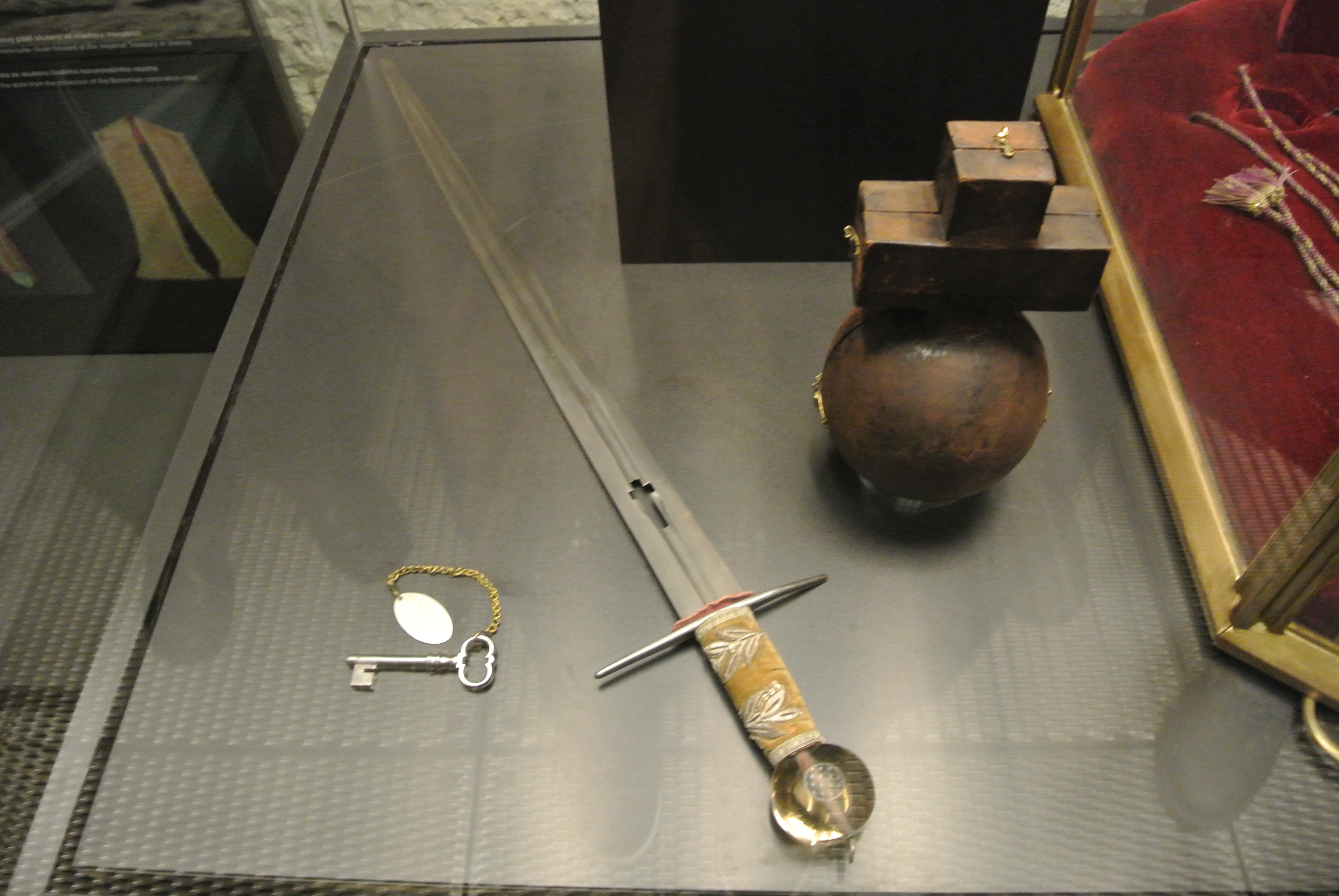
Svatováclavský meč, původní pouzdro na jablko a jeden z klíčů od Korunní komory

Pouzdro žezla pochází pravděpodobně ze 17. století. Má válcovitý tvar, na jednom konci rozšířený pro hlavici žezla. Je zhotoveno z hladké kůže a skládá se ze dvou částí spojených drobnými panty.
Původní pouzdro na jablko má tvar jablka s velkým křížem. Protože v době 1. republiky nechtěla státní moc používat „katolické“ symboly, bylo v roce 1929 zhotoveno pouzdro nové. Je na něm zobrazen znak Československé republiky, na vrchu jsou letopočty svatováclavského milénia 929 a 1929. Po obvodu je nápis DVACÁTÝ OSMÝ ZÁŘÍ.

### Ostatní korunovační předměty
Ke korunovačním obřadům českých králů se kromě výše zmíněných předmětů používaly i jiné předměty (dnes) ze Svatovítského pokladu, například svatováclavský meč nebo korunovační kříž.

## Historie

### Přemyslovská knížata
Odznaky panovnické moci prvních známých českých knížat z rodu Přemyslovců byly korouhev, štít, meč a přílba, případně klobouk nebo čapka. V roce 1059 nebo 1060 získal Spytihněv II. od papeže Mikuláše II. za roční poplatek 100 hřiven stříbra (cca 20 kg) právo nosit při zvláštních příležitostech mitru. Stejné právo získal i jeho bratr Vratislav II.

### Koruny přemyslovských králů

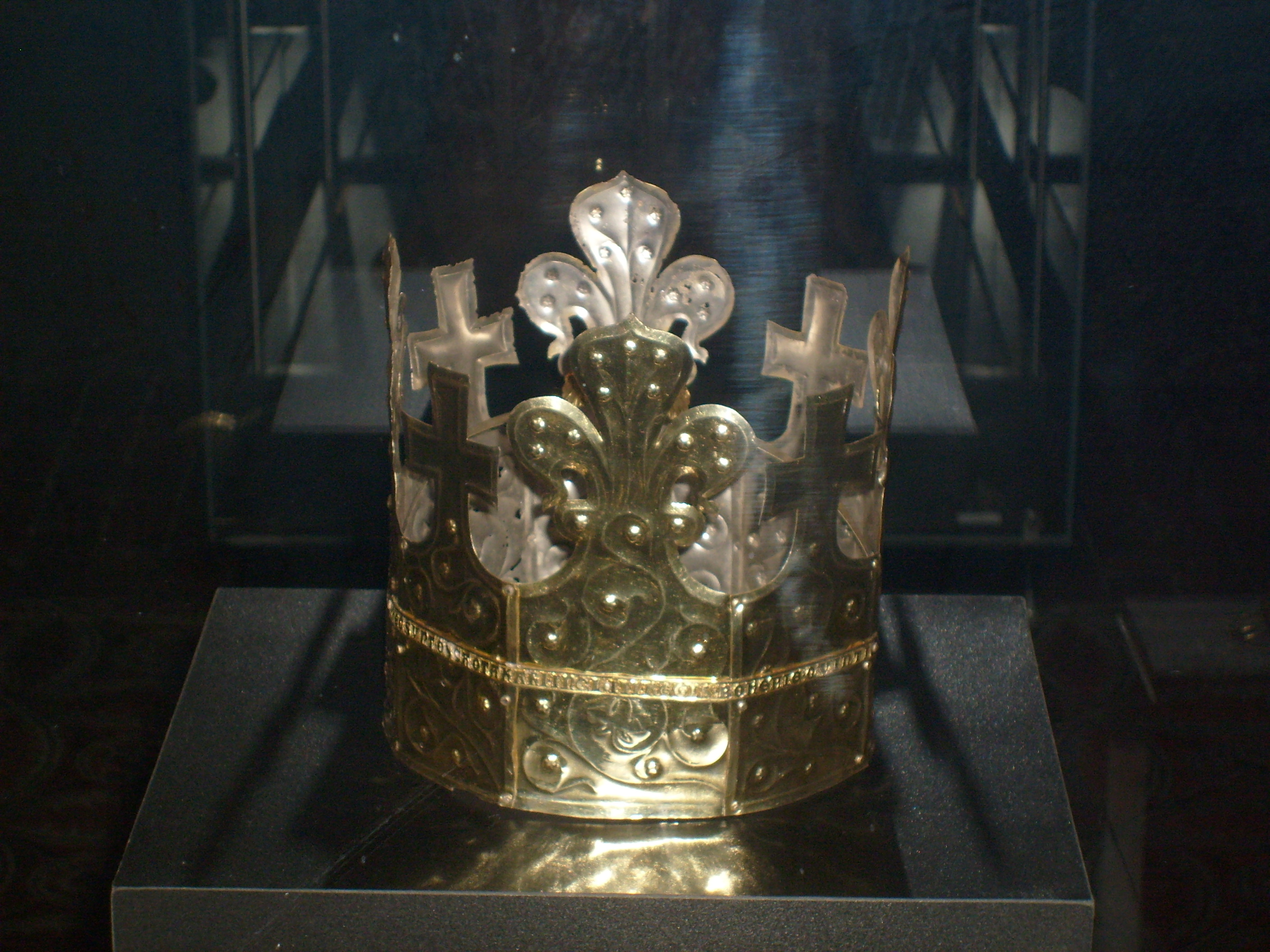
Pohřební koruna Přemysla Otakara II.

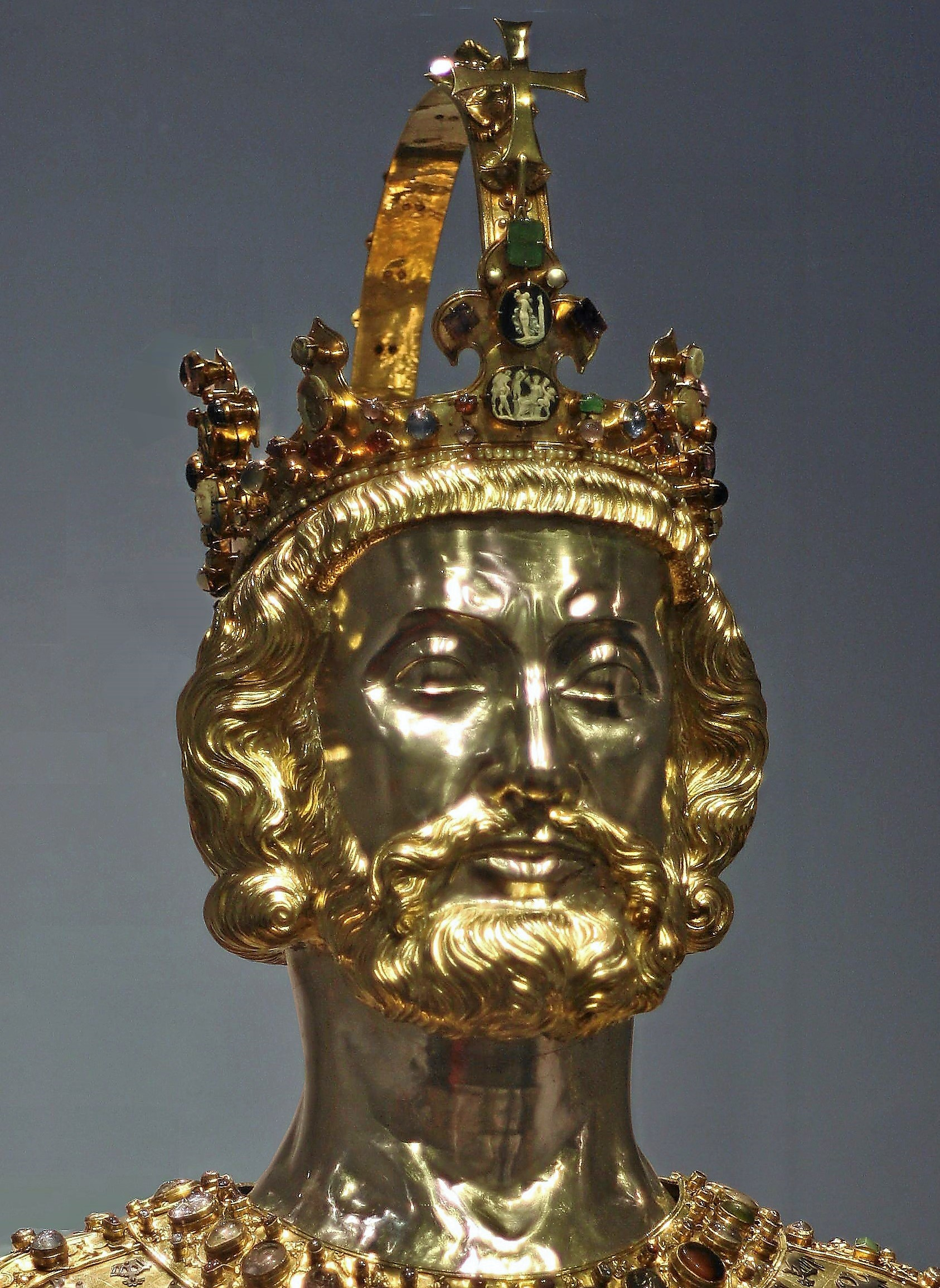
Relikviářová busta sv. Karla Velikého v Cáchách objednaná Karlem IV. kolem roku 1350. Korunou na její hlavě byl pravděpodobně Karel korunován roku 1349 na římského krále a původně snad patřila do domácího pokladu českých králů.

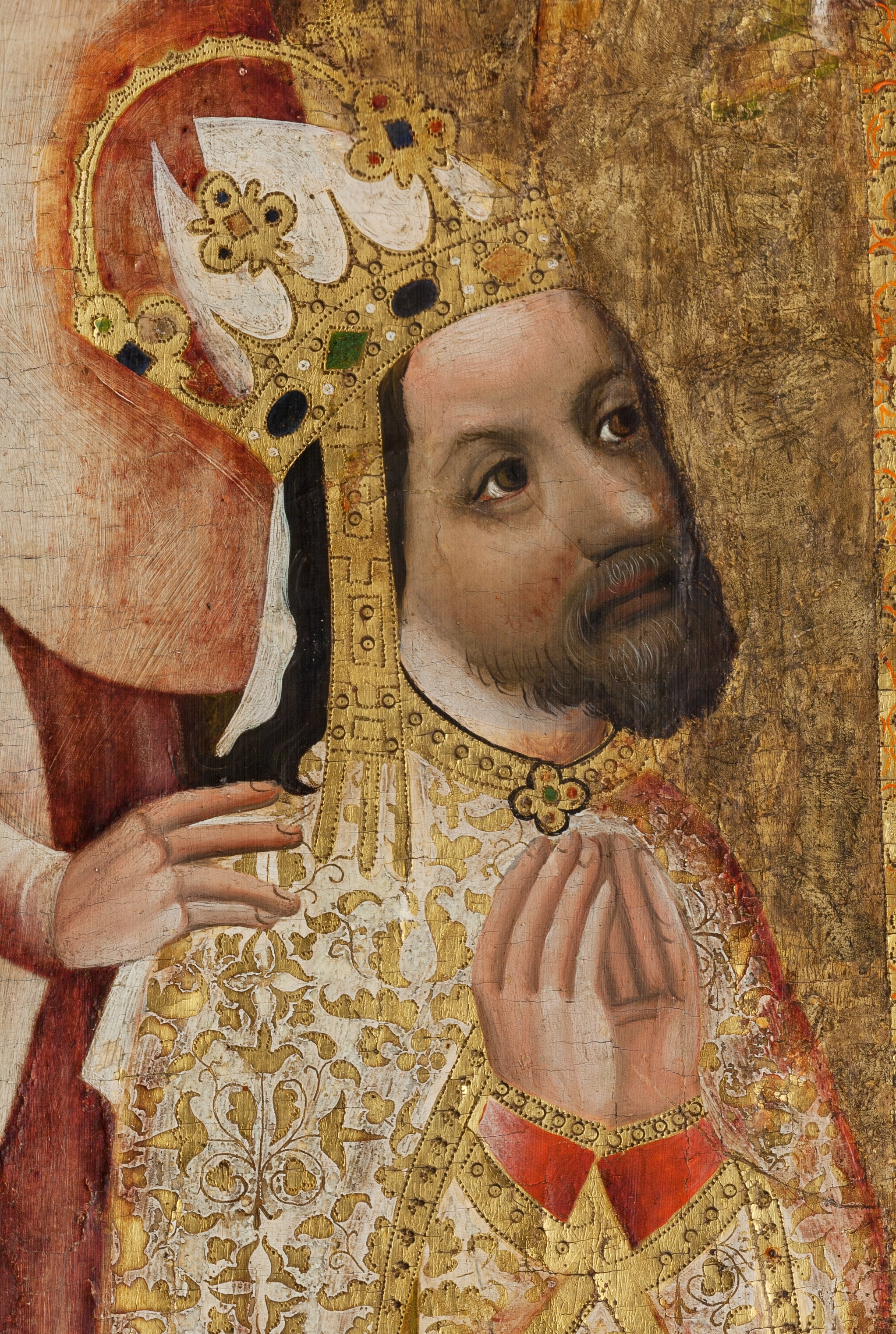
Karel IV. na votivním obraze Jana Očka z Vlašimi; autorem je neznámý následovník Mistra Theodorika

Poprvé získal pro svoji osobu královský titul kníže Vratislav II. v roce 1085 za vojenskou pomoc císaři. Při té příležitosti ho na shromáždění v Mohuči korunoval císař Jindřich IV. propůjčenou korunou. Plnohodnotná a pečlivě připravená korunovace Vratislava II. a jeho manželky Svatavy se uskutečnila 15. června 1086 v bazilice sv. Víta na Pražském hradě. Další korunovace na témže místě se uskutečnila až v roce 1228, kdy nechal Přemysl Otakar I. korunovat svého syna Václava I. „mladším králem“, čímž mu pojistil nástupnictví.
Podruhé královský titul získal Vladislav II. v roce 1158 za příslib vojenské pomoci v Řezně, kde ho korunoval císař Fridrich I. Barbarossa. Podruhé ho císař korunoval téhož roku v dobytém Miláně. Vladislav směl korunu nosit pouze pětkrát ročně, a to při příležitosti svátků Božích hodů (vánoční, velikonoční a svatodušní) a svátků svatého Václava a Vojtěcha. Dědičný královský titul získal v roce 1198 jeho syn Přemysl Otakar I. Dědičnost titulu byla definitivně potvrzena roku 1212 Zlatou bulou sicilskou. Korunovaci českého krále byl ve středověku přikládán velký význam. Korunovace byla připravována dlouho dopředu. Přemysl Otakar II. a Václav II. používali titul král až po své korunovaci. Do té doby se sami titulovali dědic a pán Království českého.
Koruny přemyslovských králů se do současnosti nezachovaly ani o nich neexistují písemné zprávy. Na jejich podobu lze usuzovat z vyobrazení na pečetích, mincích, nástěnných malbách, kronikách apod. Podle těchto vyobrazení se předpokládá, že byla opakovaně použita koruna Vratislavova, která byla několikrát upravována. Naposledy je přemyslovská koruna zmiňována při korunovaci druhé manželky Jana Lucemburského Beatrix Bourbonské roku 1337. Poprvé se zároveň objevuje označení corona regni Bohemiae, koruna Království českého, tedy jako symbol celého království. Další osud koruny není znám. Posloužila však Karlu IV. jako inspirace pro tvorbu nové koruny. Je možné, že byla při její tvorbě také použita. Podobu původních korunovačních klenotů naznačují též pozlacené stříbrné pohřební klenoty, nalezené v hrobech Přemysla Otakara II. a Rudolfa Habsburského.

### Karel IV.
Svatováclavskou korunu nechal vytvořit Karel IV. v roce 1346 ještě jako moravský markrabě poté, co bylo v Praze založeno arcibiskupství (1344) a papež Klement VI. udělil pražským arcibiskupům právo slavnostně pomazat a korunovat české krále. Na Karlovu žádost vydal papež 6. května 1346 bulu na ochranu této koruny (první písemná zmínka o koruně). Zakazuje v ní korunu zcizit, prodat nebo zastavit. Z rozhodnutí Karla IV. se stala koruna majetkem svatého Václava, na jehož hlavě (relikviářové bustě v kapli sv. Václava chrámu sv. Víta) měla být trvale uložena. Králům byla pouze zapůjčena v den korunovace a měla být ještě tentýž den večer navrácena. Za zapůjčení koruny měl každý v budoucnu zaplatit tři sta kop ve prospěch kostela a pražské kapituly.
Za života Karla IV. byla koruna několikrát přepracována, jak o tom svědčí soupisy chrámového pokladu. Původní podoba však vzhledem tomu, že koruna byla vystavována jen výjimečně, nebyla zachycena na soudobých obrazech. Soupis z roku 1385 již zachycuje současnou podobu. Poslední úprava však byla provedena zřejmě ještě před Karlovou smrtí (1378).
Karel IV. zřejmě také nechal vytvořit žezlo a jablko, které však nejsou v současnosti součástí souboru. Pravděpodobně jsou dnes uloženy ve Vídni (viz dále). Karel IV. se také podílel na sepsání Řádu korunování českého krále a královny.

### Převezení na Karlštejn

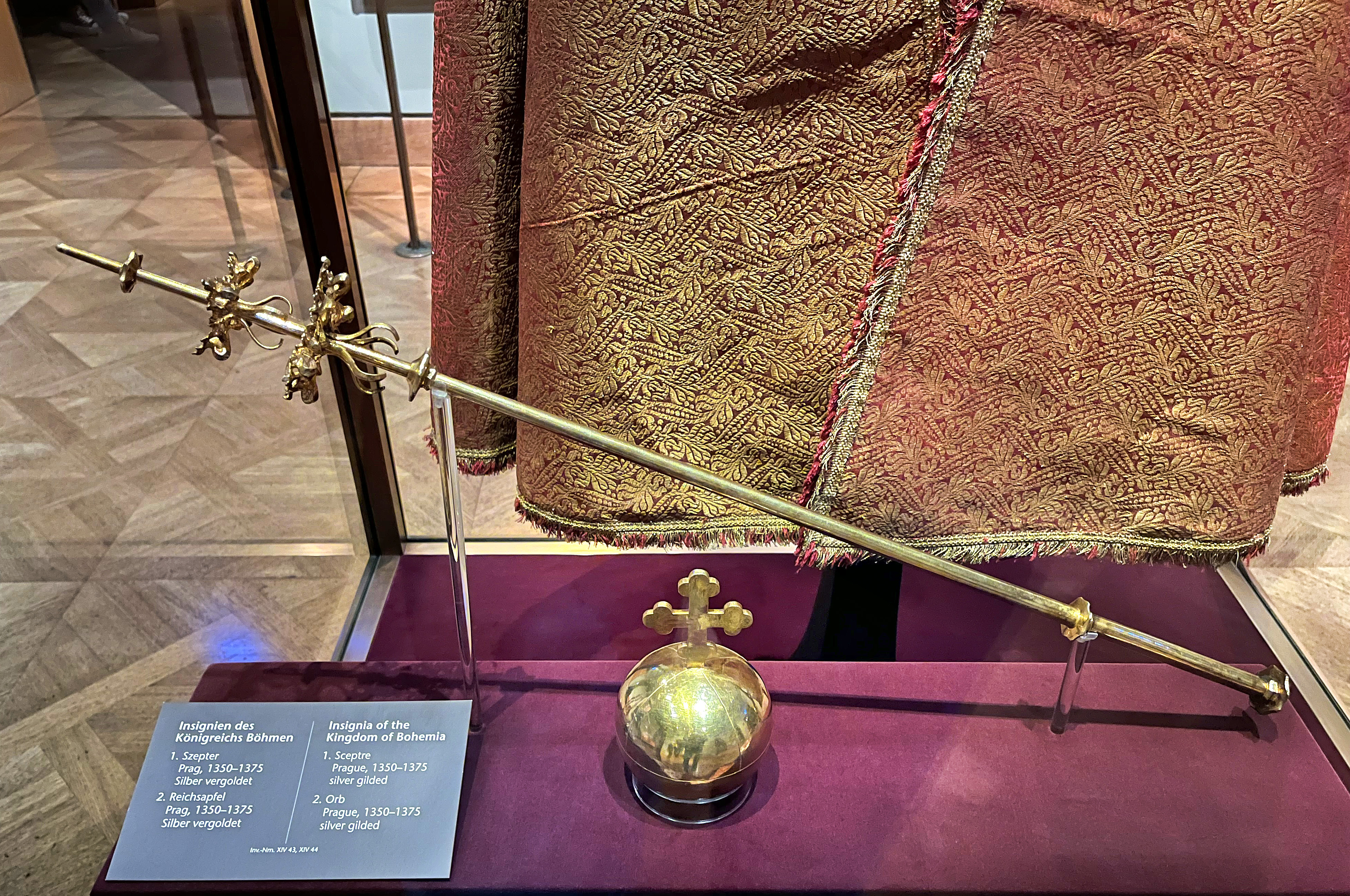
Pravděpodobné původní žezlo a jablko, uložené ve vídeňské klenotnici

Ačkoliv podle původního rozhodnutí Karla IV. neměly korunovační klenoty vůbec opustit Prahu, byly již jeho synem Václavem IV. (1378–1419) převezeny počátkem 15. století na hrad Karlštejn. Odsud bývaly klenoty pravidelně převáženy do Prahy ke korunovacím českých panovníků a po korunovačních slavnostech zase zpět.

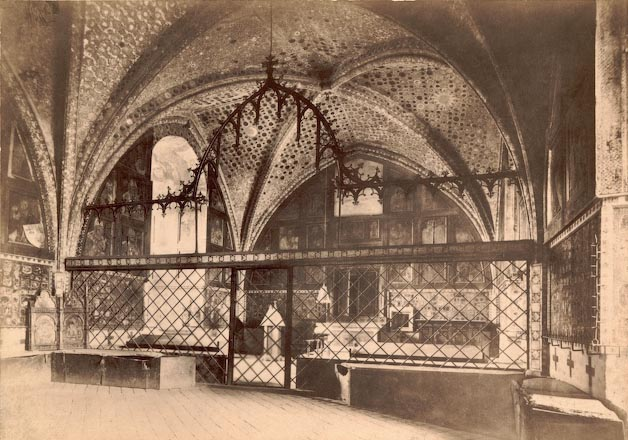
Kaple sv. Kříže na hradě Karlštejně, kde byly korunovační klenoty uchovávány

V roce 1420 nechal král Zikmund po chvatné korunovaci na českého krále před vypukající husitskou revolucí vyvézt klenoty ze země do uherského Visegrádu a následně do Norimberka. Po skončení válek a opětovném uznání za českého krále nechal Zikmund klenoty přivézt zpět na Karlštejn r. 1436, kde pak zůstaly s krátkými přestávkami uloženy až do r. 1619 (např. v letech 1448–1451/2 byly díky Mehartovi z Hradce uloženy na hradě Velhartice na Šumavě).
Zemské zřízení vydané králem Vladislavem Jagellonským roku 1500 zavazuje přísahou karlštejnské purkrabí, že budou chránit hrad i s korunou, klenoty a zemskými privilegii pod trestem smrti, ztráty cti a majetku a vyhnání potomků ze země. Korunu mohli vydat pouze tomu, kdo byl předtím řádně zvolen českým králem.
V době stavovského povstání byly korunovační klenoty z rozhodnutí direktorů dne 30. června 1619 převezeny na Pražský hrad. S vývojem vojenské techniky byla totiž obranná funkce hradu shledána již jako nedostatečná. Po bitvě na Bílé hoře (1620) se prchající král Fridrich Falcký pokusil vyvézt korunu s ostatními klenoty ze země, byla však nakonec zanechána na pražské Staroměstské radnici a posléze vrácena na Pražský hrad. Při revizi zemského zřízení roku 1625 císař Ferdinand II. zrušil úřad karlštejnských purkrabí.

### Uložení v Českých Budějovicích a ve Vídni
Během třicetileté války se korunovační klenoty několikrát z bezpečnostních důvodů stěhovaly. Na podzim 1631 byly během saského vpádu odvezeny do farního kostela svatého Mikuláše v Českých Budějovicích, odkud byly navráceny do Prahy v roce 1633. Avšak již v následujícím roce byly podle instrukcí Ferdinanda III. opět převezeny do Českých Budějovic a uloženy na témže místě. Z obavy před útokem Švédů byly tajně odvezeny do císařské klenotnice ve Vídni (1637), kde zůstaly až do roku 1791.
Během uložení ve Vídni došlo k záměně žezla a jablka. Současné žezlo a jablko vznikly pravděpodobně na objednávku Ferdinanda I. v roce 1533. Původní klenoty jsou uloženy ve vídeňské klenotnici. O tom, že žezlo a jablko z vídeňské klenotnice (Schatzkammer) jsou původními kusy z doby Karla IV., svědčí také portrét císaře Matyáše, na kterém je zobrazen jako český král se svatováclavskou korunou a těmito klenoty. Důvod výměny je zřejmý, původní klenoty svým jednoduchým tvarem a absencí drahých kamenů nesplňovaly rostoucí nároky na reprezentaci prestižního Českého království.

### Navrácení do Prahy
S navrácením českých korunovačních klenotů do Prahy souhlasil císař Leopold II. dekretem z 26. srpna 1790 po předchozím jednání se zástupci českých stavů. Klenoty byly přivezeny do Prahy následujícího roku při příležitosti Leopoldovy korunovace českým králem. Byly uloženy v bývalé sakristii v chrámu sv. Víta, současné Korunní komoře. Tehdy také vznikla současná tradice sedmi klíčníků. Držitelé klíčů od korunovačních klenotů se v průběhu času měnili podle momentálního politického a správního zřízení. Za Leopolda II. jimi byli:
- nejvyšší purkrabí
- nejvyšší zemský písař
- arcibiskup pražský
- probošt (děkan) kapituly u sv. Víta
- pražský purkmistr
- dva strážci – jeden z panského, druhý z rytířského stavu.

Prvních pět bylo již dříve zodpovědných za pražskou část korunního archivu deponovaného u svatováclavské kaple, poslední dva byli nově jmenováni pro střežení koruny. Protože jak archiv, tak korunovační klenoty byly uloženy na stejném místě, spojily se brzy obě skupiny do jedné sedmičlenné.
Roku 1861, po demokratizaci mocnářství, došlo k přerozdělení klíčů. Na konci 19. století byl uváděn tento seznam držitelů:
- nejvyšší maršálek
- jeden z přísedících zemského výboru
- arcibiskup pražský
- probošt (děkan) kapituly u sv. Víta
- pražský starosta
- místodržitel
- místopředseda místodržitelství (náměstek místodržitele).

Po roce 1861 došlo k významným změnám v otázce uložení českých korunovačních klenotů a rozdělení držby sedmi klíčů od korunní komory. V souvislosti s ústavními reformami v habsburské monarchii byla zvažována nová pravidla pro uchovávání nejen samotných klenotů, ale i korunního archívu. Dne 5. června 1861 se ve Svatováclavské kapli sešla zvláštní komise, která provedla inspekci korunovačních klenotů a rozhodla o novém uložení korunního archívu. V roce 1864 předložil zemský výbor návrh zemskému sněmu, aby byla otázka uložení klenotů a správy klíčů nově upravena. Do té doby bylo rozdělení klíčů výhradně v kompetenci císaře, který jmenoval čtyři ze sedmi držitelů: nejvyššího purkrabího Království českého, nejvyššího zemského písaře a oba strážce koruny. Zbývající tři držitelé – pražský arcibiskup, zástupce svatovítské kapituly a pražský purkmistr – vykonávali tuto funkci pouze jako vedlejší součást jiných úřadů, bez přímé vazby na zemskou ústavu. Po jednáních bylo dohodnuto nové rozdělení klíčů:
- dva měly držet zástupci vlády jmenovaní císařem:
  - místodržící a korunní strážce z panského stavu;
- dva jmenovaní zemským sněmem:
  - nejvyšší zemský maršálek a strážce koruny z rytířského stavu;
- dva zástupci církve:
  - pražský arcibiskup a člen metropolitní kapituly;
- jeden klíč měl zůstat pražskému starostovi jako reprezentantovi hlavního města.

V důsledku prusko-rakouské války roku 1866 a postupu pruské armády do Čech vznikly ve Vídni obavy, aby se klenoty nedostaly do rukou nepřítele. Na základě císařského rozhodnutí byly dne 11. května 1866 převezeny do Vídně členem zemského výboru Františkem Augustem Braunerem a místodržitelským radou A. Hlávkou. Byly zde uloženy v císařské pokladnici na základě přijímacího reversu. Nejvyšší maršálek Království českého tehdy vydal prohlášení, v němž označil převoz za dočasné opatření, vynucené válečnou situací, které nemá být chápáno jako újma na právech Českého království. Dne 21. srpna 1867 vydal císař František Josef I. nařízení o navrácení korunovačních klenotů do Prahy. Ještě před jejich návratem bylo rozhodnuto o jejich definitivním uložení v korunní komoře ve Svatovítské katedrále, konkrétně v místnosti nad Svatováclavskou kaplí, jejíž okna směřují do průčelí Zlaté brány. V době převozu však nebyla komora dosud dokončena, a tak byly klenoty dočasně uloženy v korunním archívu. Úpravy korunní komory, prováděné podle návrhu architekta Josefa Krannera a realizované Spolkem pro dostavbu chrámu sv. Víta, byly zahájeny na základě usnesení zemského výboru ze dne 13. února 1867. Dne 30. října 1868 byly české korunovační klenoty definitivně přeneseny do nové korunní komory, kde byly uloženy v uzamčené pokladní skříni, střežené sedmi klíči.

### Za Československé republiky
Po zániku království a vzniku Československé republiky roku 1918 zůstaly klenoty uloženy v korunní komoře a na tradici sedmi držitelů klíčů bylo navázáno. V období první republiky byly klenoty vystaveny pouze jednou, a to 20. září 1929 u příležitosti svatováclavského milénia. Tehdy byli držiteli klíčů:
- pražský arcibiskup,
- předseda vlády,
- zemský president,
- vicepresident zemského úřadu,
- přísedící zemského výboru,
- světící biskup pražský a
- pražský primátor.

Během mobilizace před vypuknutím druhé světové války byly klenoty 20. září 1938 tajně převezeny do pobočky Národní banky v Žilině (tajná operace s názvem KFC – Klenoty fascinující ceny). Úkryt však nebyl bezpečný, proto byly 6. října odvezeny zpět do Prahy.
Klenoty neunikly ani pozornosti německé okupační moci, která zamýšlela využít jejich symboliky ve svůj prospěch. Zájem o ně projevili již v srpnu 1939 říšský protektor Konstantin von Neurath a státní tajemník Karl Hermann Frank. V roce 1940 von Neurath oznámil dopisem prezidentovi Emilu Háchovi, že "v důsledku nových státoprávních poměrů" vytvořených 16.3.1939 je třeba provést změnu v držitelích klíčů:
- 1 klíč má zůstat pražskému arcibiskupovi,
- 3 klíče si ponechá říšský protektor, a
- 3 klíče má mít státní prezident, resp. osoby jím pověřené.

V zimě 1941 se situace ještě více vyhrotila. Čeští držitelé museli odevzdat klíče od korunovačních klenotů. 19. listopadu 1941 si české korunovační klenoty v Korunní komoře prohlédl zastupující říšský protektor Reinhard Heydrich. Přítomen byl i státní prezident E. Hácha a úřadující náměstek vlády Jaroslav Krejčí, státní tajemník Karl Hermann Frank, velitel bezpečnostní policie a bezpečnostní služby Horst Böhme a další. Heydrich si ponechal čtyři ze sedmi klíčů, tři vrátil Emilu Háchovi. Říká se však, že o několik dní dříve si nechal zhotovit kopie všech sedmi klíčů a ty ponechal u sebe. V doprovodu svých synů a Franka vstoupil do klenotnice a údajně si nasadil korunu na svoji hlavu i hlavu svého staršího syna. Snažil se tak zesměšnit starou českou legendu, že kdo se dotkne korunovačních klenotů neprávem, sejde násilnou smrtí. Právě toto bezostyšné porušení tradiční zásady kolektivního držení klíčů napomohlo vzniknout známé, ale historicky nepotvrzené legendě o svévolné korunovaci Heydricha a jeho nejstaršího syna, osmiletého Klause, svatováclavskou korunou. Právě za tuto opovážlivost měl oba stihnout krutý trest – Heydrich zemřel na následky atentátu 4. června 1942 a jeho syn Klaus se stal obětí autonehody 24. října 1943. Nikdy se však nepodařilo dokázat, zda se jedná o pravdu nebo legendu. 11. února 1944 nechali nacisté klenoty zazdít před spojeneckými nálety ve sklepení Starého královského paláce na Pražském hradě. Po osvobození Prahy byly klenoty v květnu 1945 v pořádku vyzvednuty a navráceny do Korunní komory. Na konci války, 25. května 1945, Vláda Československé republiky vzala na vědomí zprávu ministerstva vnitra, že české korunovační poklady byly shledány v pořádku. Zároveň uložila, aby ministerstvo vnitra vykonávalo dozor z hlediska bezpečnosti a podle platných směrnic zajistilo rozdělení klíčů. 25. září ministerstvo vnitra podalo Úřadu předsednictva vlády návrh na ochranu a údržbu klíčů, přenesení klenotů do Korunní komory a jejich vystavení při oslavách výročí 28. října. Rozhodnutím vlády z 8. října byli za držitele klíčů určeni:
- Národní shromáždění,
- prezident republiky,
- vláda ČSR,
- český zemský národní výbor,
- pražský arcibiskup,
- metropolitní kapitula,
- hlavní město Praha.

V letech 1966–1967 byla na Střední uměleckoprůmyslové škole v Turnově vytvořena kopie svatováclavské koruny, která byla vystavena na světové výstavě Expo 1967 v Montréalu a poté i v Ósace, Moskvě, Leningradu, Budapešti a Lucemburku. V 1979 nechala Kancelář prezidenta republiky vytvořit kopie i ostatních klenotů. Kopie jsou trvale vystaveny v historické expozici Starého královského paláce Pražského hradu.

## Uložení korunovačních klenotů

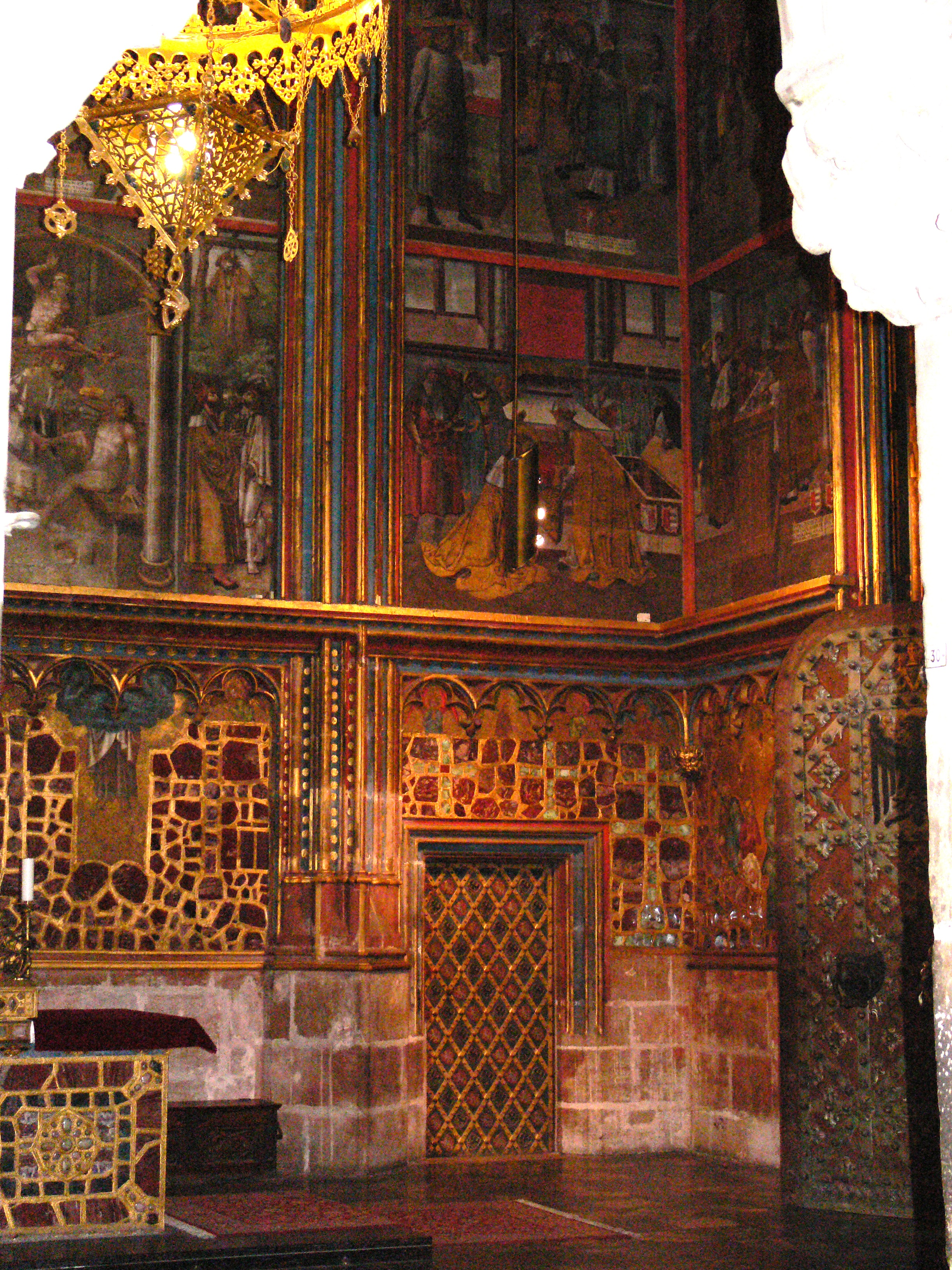
Kaple sv. Václava, vstupní dveře Korunní komory se sedmi zámky

Korunovační klenoty jsou trvale uloženy v těžko přístupné Korunní komoře nad jižním vchodem do chrámu sv. Víta na Pražském hradě (za mozaikou Posledního soudu). Vstupní dveře, které se nacházejí v kapli sv. Václava, jsou opatřeny sedmi zámky. Držitelé klíčů byli určeni rozhodnutím vlády ČR dne 13. ledna 1993. Klíče k těmto zámkům mají v držení:
- prezident republiky
- předseda vlády
- arcibiskup pražský
- předseda Poslanecké sněmovny
- předseda Senátu
- probošt Metropolitní kapituly u sv. Víta v Praze
- primátor hlavního města Prahy

Zámky jsou odemykány pouze při zvláštních příležitostech, kdy jsou korunovační klenoty vystaveny veřejnosti.
Do komory se vstupuje po úzkém točitém schodišti. Komora je vybavena trezorovou skříní na uložení klenotů, dubovým stolem a osmi židlemi. Skříň se odemyká stejnými klíči jako vstupní dveře.

## Vyobrazení klenotů a vědecký výzkum
Nejstarším vyobrazením svatováclavské koruny je portrét Karla IV. v kapli sv. Václava chrámu sv. Víta (asi z roku 1370). Až do 19. století byly korunovační klenoty zobrazovány jen výjimečně a s různými odchylkami od skutečnosti, obvykle jako součást portrétů panovníků. Bylo to dáno tím, že malíři neměli možnost vidět klenoty zblízka, případně je neviděli vůbec.
První správný popis a vyobrazení koruny pochází z knihy vydané při příležitosti korunovace Leopolda II. a jeho manželky Marie Luisy v roce 1791. Kvůli prvnímu vědeckému prozkoumání byly klenoty sneseny z Korunní komory dne 23. května 1857. Při té příležitosti pořídil malíř Josef Scheiwl vyobrazení, které se pak jako jediné objevovalo v historických publikacích a také v Ottově slovníku naučném. Při příležitosti ukládání klenotů do nově zrekonstruované Korunní komory pořídil fotograf Jindřich Lachmann jejich první černobílé fotografie. První barevné fotografie pořídili Jan Vidím a Ludvík Bautz při odborné prohlídce v roce 1911. Na přelomu 19. a 20. století byly korunovační klenoty také populárním motivem na mnoha pohlednicích.
Další příležitosti pro fotografování a vědecké zkoumání klenotů se od roku 1929 naskytly vždy při příležitosti veřejných výstav (viz dále). Před světovou výstavou Expo 1958 v Bruselu natočil Jiří Lehovec v lednu téhož roku filmový dokument nazvaný Zlatý sen.
Při výstavě roku 1993 byly klenoty podrobeny moderním metodám zkoumání. Byla zjišťována ryzost zlata a došlo k překvapivým zjištěním týkajícím se některých drahých kamenů, především jejich původu a druhu. Podrobnější zkoumání také umožnilo lépe datovat dobu vzniku žezla a jablka a dalších částí souboru.
Při vystavení v květnu 2016 byl proveden moderní nedestruktivní průzkum a digitální dokumentace. Svatováclavská koruna byla naskenována a vzniklá přesná digitální kopie navždy uchovává stav vzácného klenotu v daném roce. Vznikla zatím nejpřesnější a nejpodrobnější dokumentace, která umožňuje odborníkům další studium, již bez nutnosti fyzického přístupu k těžko dostupné památce.

## Výstavy korunovačních klenotů

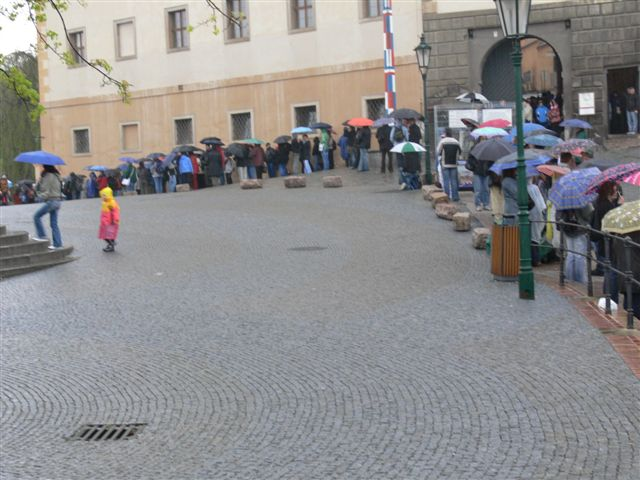
České korunovační klenoty jsou vystavovány při výjimečných příležitostech. Výstavy lákají tisíce návštěvníků. Fronta před vstupem do jižních zahrad Pražského hradu (2008)

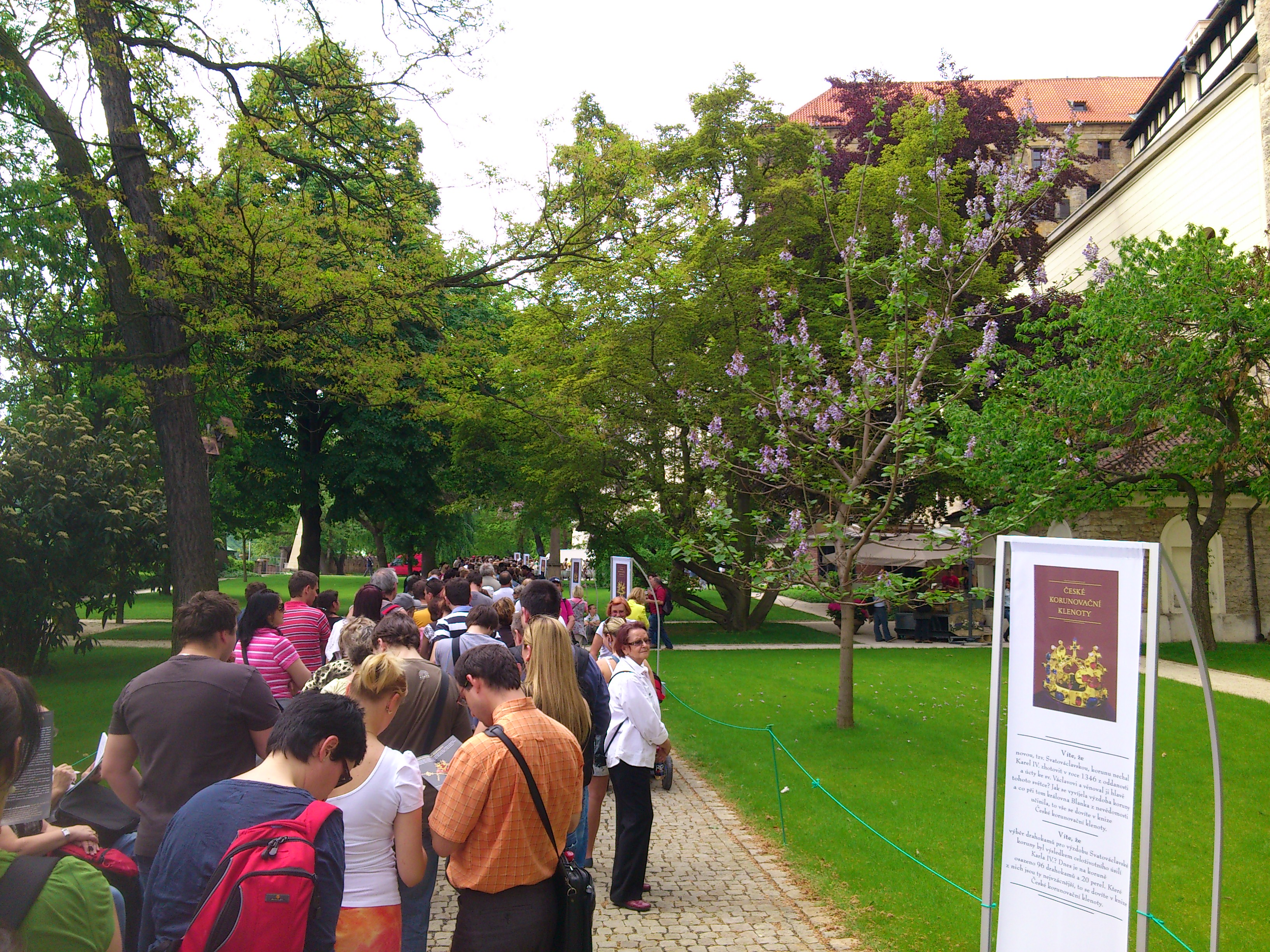
Fronta na klenoty (2013)

České korunovační klenoty jsou podle přání Karla IV. vyjímány z úschovy pouze při výjimečných příležitostech – v minulosti to byla korunovace českého krále. Kromě toho byly klenoty vystaveny během pohřbu Karla IV. a Maxmiliána II., zřejmě i Ferdinanda I. Císař Josef II., který se nenechal korunovat českých králem, namísto korunovace nechal v roce 1782 klenoty vystavit ve vídeňské klenotnici. V tomto roce byl na návštěvě Vídně i 251. papež Pius VI. (1775–1799), kterému císař ukázal říšské a české korunovační klenoty.
První veřejná výstava se uskutečnila v roce 1929 při příležitosti 1000. výročí úmrtí sv. Václava. Do konce 20. století byly vystaveny celkem devětkrát. Zatím poslední výstava se uskutečnila v září 2024 u příležitosti Dne české státnosti a svátku svatého Václava a trvala 14 dní. Denně může výstavu zhlédnout maximálně 5 000 lidí. Při posledních výstavách si klenoty prohlédlo 30 000 až 45 000 lidí.
V roce 2003 to bylo 44 475 lidí, roku 2008 návštěvnost klesla na 32 050 lidí a výstavu v roce 2013, která byla kratší o jeden den, navštívilo 31 237 lidí.
O vystavení korunovačních klenotů rozhoduje prezident republiky. Výstavy se mohou uskutečňovat pouze na území Pražského hradu. K vystavování klenotů se využívá vitrína, která byla pro tento účel speciálně zhotovena v roce 1929 podle návrhu architekta Josefa Gočára. Pouze v roce 2018 byla využita jiná, bezpečnostní vitrína.
V roce 2024 rozhodl prezident České republiky Petr Pavel o tom, že korunovační klenoty budou k vidění každý rok u příležitosti Dne české státnosti, totiž svátku svatého Václava, jemuž je koruna zasvěcena.
| Datum výstavy          | Místo                                    | Oficiální příležitost                                                                                              |
| ---------------------- | ---------------------------------------- | --- |
| 22. 9. – 6. 10. 1929   | chrám sv. Víta                           | svatováclavské milénium – 1000 let od smrti sv. Václava                                                            |
| 25.–30. 10. 1945       | chrám sv. Víta                           | osvobození Československa                                                                                          |
| 1.–6. 7. 1955          | chrám sv. Víta                           | 10. výročí osvobození Československa doprovodná akce 1. celostátní spartakiády                                     |
| 23. 5. – 2. 11. 1958   | Starý královský palác (Vladislavský sál) | 10. výročí „vítězství dělnické třídy“ (převzetí moci komunisty) součást 1. celostátní výstavy archivních dokumentů |
| 26. 10. – 17. 11. 1968 | Plečnikova síň                           | 50. výročí vzniku Československa                                                                                   |
| 2.–25. 5. 1975         | Bazilika svatého Jiří                    | 30. výročí osvobození Československa                                                                               |
| 26. 6.–30. 11. 1978    | Starý královský palác (Karlova síň)      | 600. výročí úmrtí Karla IV. součást výstavy Doba Karla IV. v dějinách národů ČSSR                                  |
| 29. 1.–7. 2. 1993      | Starý královský palác (Karlova síň)      | vznik České republiky                                                                                              |
| 24. 10.–1. 11. 1998    | Starý královský palác (Karlova síň)      | 80. výročí vzniku Československa                                                                                   |
| 3.–13. 7. 2003         | Starý královský palác (Karlova síň)      | 85. výročí vzniku Československa 10. výročí vzniku ČR zvolení Václava Klause prezidentem                           |
| 19.–29. 4. 2008        | Starý královský palác (Vladislavský sál) | 90. výročí vzniku Československa zvolení V. Klause prezidentem                                                     |
| 10.–19. 5. 2013        | Starý královský palác (Vladislavský sál) | 95. výročí vzniku Československa 20. výročí vzniku ČR přímé zvolení Miloše Zemana prezidentem                      |
| 15.–29. 5. 2016        | Starý královský palác (Vladislavský sál) | 700. výročí narození Karla IV.                                                                                     |
| 16.–23. 1. 2018        | Starý královský palác (Vladislavský sál) | 100. výročí vzniku Československa                                                                                  |
| 17.–24. 1. 2023        | chrám sv. Víta                           | 30. výročí vzniku České republiky                                                                                  |
| 17.–30. 9. 2024        | Starý královský palác (Vladislavský sál) | Den české státnosti, Svátek svatého Václava                                                                        |

## Věrné repliky korunovačních klenotů
Pro zpřístupnění širšímu publiku (ale i z dalších důvodů) vznikla myšlenka vytvoření věrných replik českých korunovačních klenotů. Existují následující (výčet nemusí být kompletní):
Replika pro EXPO 67
V 60. letech byla Střední uměleckoprůmyslová škola v Turnově požádána o výrobu kopie svatováclavské koruny pro světovou výstavu EXPO 67 v Montrealu. Jejími autory byli zlatníci Jiří Belda a Jaroslav Jambor, stříbrník Karel Zouplna a brusič drahokamů Vlastimil Šonský (také Jaroslav Prášil, Václav Žatečka a další). Tato kopie vznikla na základě originálu, který byl autorům k dispozici. Je považována za patrně nejdokonalejší existující repliku svatováclavské koruny. Po výstavě EXPO 67 byla prezentována na výstavách v Ósace, Moskvě, Leningradu, Budapešti a v Lucemburku. V roce 1968 byla vystavena v Turnově. V letech 1979 a 1980 byla koruna doplněna replikou královského žezla a královského jablka. Komplet byl vystaven v Turnově roku 2009. Tyto repliky jsou součástí sbírek Pražského hradu, kde bývají k vidění v rámci běžného turistického okruhu či krátkodobých výstav.
Replika hradu Karlštejn (1998)

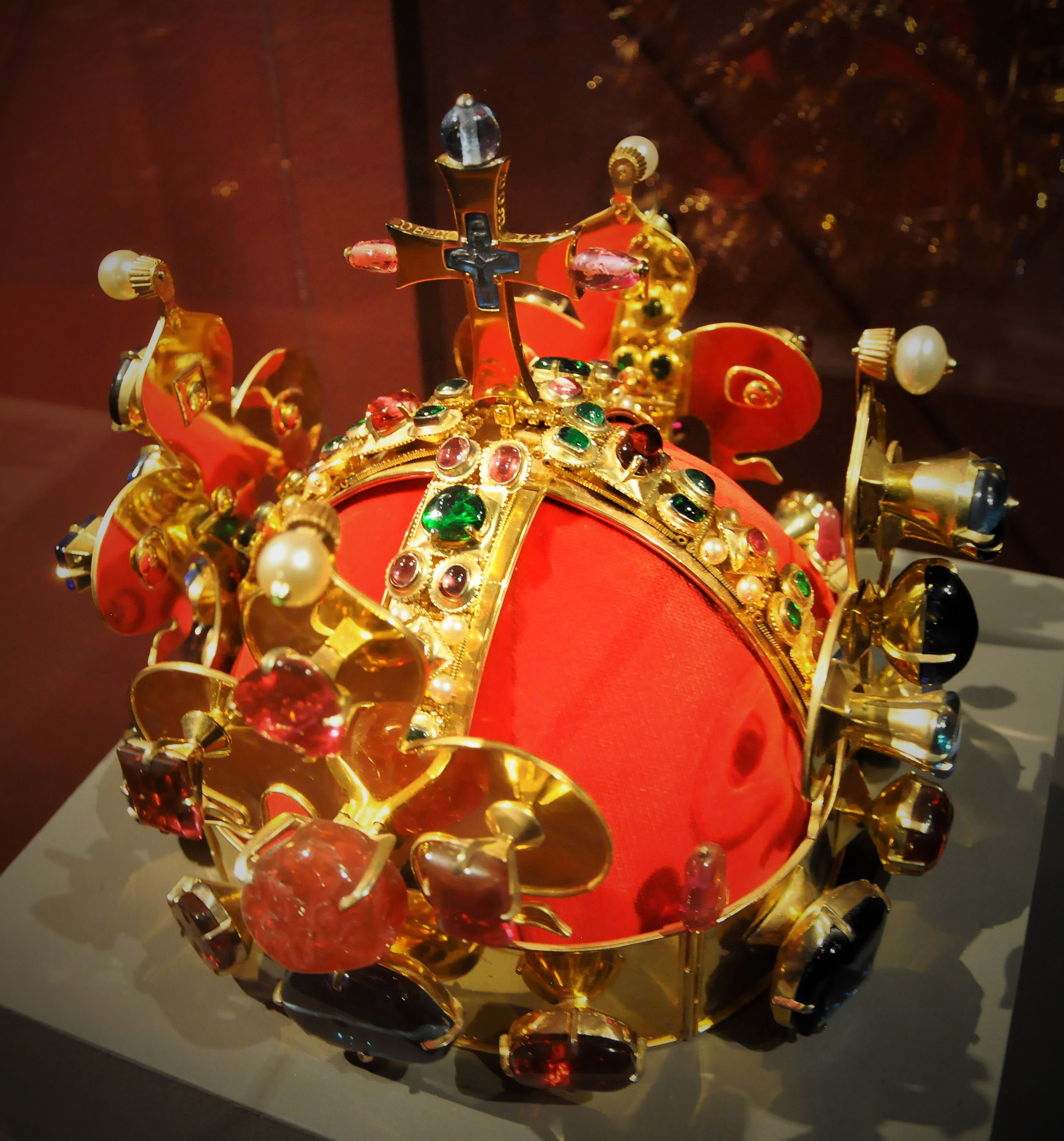
Svatováclavská koruna, replika od J. Prášila (1998)

V roce 1998 (podle některých zdrojů 1995) realizoval kolektiv šperkařů Střední uměleckoprůmyslové školy v Turnově pod vedením profesora Jaroslava Prášila repliku svatováclavské koruny o rozměrech 19×19 centimetrů, která je osázena umělými safíry, rubíny a perlami. Tato replika je ve správě Národního památkového ústavu, který ji vystavuje na hradě Karlštejn. K vidění byla například i na výstavě Hrady a zámky objevované a opěvované v letech 2014–2015, jinak bývá zapůjčována pouze krátkodobě zhruba jednou za rok až dva.
Replika 2000
Repliku z roku 2000 vyrobili společně zlatníci otec a syn Jiří Beldovi. Je součástí sbírek Pražského hradu. K březnu 2016 je vystavena ve stálé expozici Příběh Pražského hradu ve Starém královském paláci.
Replika pro výstavu Praha lucemburská (2010)
Na jaře 2010 byl český zlatník Jiří Urban požádán o výrobu repliky svatováclavské koruny k příležitosti výstavy Praha lucemburská. Protože měla být připravená do poloviny října, bylo na její přípravu méně času než na repliku říšské koruny, kterou se Urban zabýval předtím. Později korunu doplnil replikou královského jablka. Královské žezlo připravili Blanka a Matúš Cepkovi působící na Vysoké škole výtvarných umění v Bratislavě. Všechny tři repliky jsou ze zlaceného stříbra doplněné skleněnými imitacemi drahokamů.
Replika Pražské mincovny (2011)
Od roku 2011 (s přestávkami) vystavuje Pražská mincovna, a. s., v pražském Obecním domě repliku svatováclavské koruny od zlatníka Jiřího Urbana. Tato replika byla opakovaně vystavována i v zahraničí (například v Itálii nebo roku 2015 na Slovensku).
Replika pro výstavu České korunovační klenoty na dosah (2013)
Repliku svatováclavské koruny, královského žezla a jablka na objednávku obchodního centra OC šestka vyrobil zlatník Jiří Urban. Poprvé byly vystavené 25. října 2013 v Praze 6. Později v řadě českých měst a zámků. Vyrobeny jsou z pozlaceného stříbra doplněného o skleněné kompozice. Cena dosáhla 3 milionů korun. Během výstavy v Pardubicích na přelomu roku 2016 a 2017 byly doplněné replikou svatováclavského meče od mečíře Patricka Bárty.
Replika pro výstavu Magičtí Lucemburkové (2015)
Repliku pro putovní výstavu Magičtí Lucemburkové zahájenou 17. 5. 2015 objednal u českého zlatníka Jiřího Urbana autor projektu výstavy Oldřich Beneš.
Replika Středočeského kraje (2016)
V roce 2016 zhotovil český šperkař Jiří Belda (mladší) repliku svatováclavské koruny pro Středočeský kraj. Vyrobena je z pozlaceného stříbra s ryzostí 925 tisícin osázeného skleněnými imitacemi kamenů, skleněnými imitacemi čtyř vrcholových perel a šestnácti pravými říčními perlami. Dosahuje hmotnosti 1,8 kilogramu, plánovaná cena byla 950 tisíc Kč, konečná včetně DPH 1,149 milionu Kč. Kraj plánuje doplnit i repliku královského jablka a žezla. Kopiemi klenotů obohatí výstavy v kutnohorské galerii a na Karlštejně.
Replika pro Karla Habsburského (2020)
Ve druhém pololetí roku 2020 nechal Spolek pro obnovu Českého království u šperkaře Jiřího Urbana vyrobit korunu určenou jako dar pro Karla Habsburského. Replika v hodnotě 300 000 Kč vyrobená z pozlaceného stříbra a skleněných imitací měla být darována v dubnu 2021. Z důvodu protipandemických opatření bylo předání odloženo a došlo k němu 28. května 2021 ve Vídni. Karel Habsburský plánuje korunu vystavit v sídle řádu sv. Jiří – evropského řádu Domu Habsbursko-Lotrinského ve Vídni.

## Seznam korunovací českých králů a královen
Není-li uvedeno jinak, proběhla korunovace v chrámu sv. Víta v Praze.
| Panovník                                                              | Datum korunovace                               |
| --------------------------------------------------------------------- | ---------------------------------------------- |
| Vratislav I. (1061–1092, král od r. 1085) - Svatava Polská            | 20. 4. 1085, Mohuč; 15. 6. 1086 15. 6. 1086    |
| Vladislav I. (1140–1172, král od r. 1158) - Judita Durynská (?)       | 11. 1. 1158, Řezno; 8. 9. 1158, Milán 1158 (?) |
| Přemysl Otakar I. (1192–1193, 1197–1230, král od r. 1198)             | 8. 9. 1198, Boppard; 24. 8. 1203, Merseburg    |
| Václav I. (1230–1253) - Kunhuta Štaufská                              | 6. 2. 1228                                     |
| Přemysl Otakar II. (1253–1278) - Kunhuta Uherská                      | 25. 12. 1261                                   |
| Václav II. (1283–1305) - Guta Habsburská - Eliška Rejčka              | 2. 6. 1297 26. 5. 1303                         |
| Jan Lucemburský (1310–1346) - Eliška Přemyslovna - Beatrix Bourbonská | 7. 2. 1311 18. 5. 1337                         |

Svatováclavskou korunou bylo korunováno 21 českých králů a 1 česká královna-panovnice:
| Panovník                                                                                    | Datum korunovace                              |
| ------------------------------------------------------------------------------------------- | --------------------------------------------- |
| Karel IV. (1346–1378) - Blanka z Valois - Anna Falcká - Anna Svídnická - Alžběta Pomořanská | 2. 9. 1347 1. 9. 1349 28. 7. 1353 18. 6. 1363 |
| Václav IV. (1378–1419) - Johana Bavorská - Žofie Bavorská                                   | 15. 6. 1363 17. 11. 1370 13. 3. 1400          |
| Zikmund Lucemburský (1419–1421, 1436–1437) - Barbora Celjská                                | 28. 7. 1420 11. 2. 1437                       |
| Albrecht Habsburský (1438–1439)                                                             | 29. 6. 1438                                   |
| Ladislav Pohrobek (1453–1457)                                                               | 28. 10. 1453                                  |
| Jiří z Poděbrad (1458–1471) - Johana z Rožmitálu                                            | 2. 4. 1458                                    |
| Vladislav Jagellonský (1471–1516)                                                           | 22. 8. 1471                                   |
| Ludvík Jagellonský (1516–1526) - Marie Habsburská                                           | 11. 3. 1509 1. 6. 1522                        |
| Ferdinand I. Habsburský (1526–1564) - Anna Jagellonská                                      | 24. 2. 1527                                   |
| Maxmilián II. (1564–1576) - Marie Španělská                                                 | 20. 11. 1562                                  |
| Rudolf II. (1576–1611)                                                                      | 25. 9. 1575                                   |
| Matyáš II. (1576–1619) - Anna Tyrolská                                                      | 11. 5. 1611 10. 1. 1616                       |
| Fridrich Falcký (1619–1620) - Alžběta Stuartovna                                            | 4. 11. 1619                                   |
| Ferdinand II. (1619–1637) - Eleonora Gonzagová                                              | 29. 6. 1617 21. 11. 1627                      |
| Ferdinand III. (1637–1657) - Eleonora Magdalena Gonzagová                                   | 24. 11. 1627 11. 9. 1656                      |
| Ferdinand IV. (vládu nenastoupil)                                                           | 5. 8. 1646                                    |
| Leopold I. (1657–1705)                                                                      | 14. 11. 1656                                  |
| Karel VI. (1711–1740) - Alžběta Kristýna Brunšvická                                         | 5. 9. 1723 8. 9. 1723                         |
| Marie Terezie (1740–1780)                                                                   | 12. 5. 1743                                   |
| Leopold II. (1790–1792) - Marie Ludovika Španělská                                          | 6. 9. 1791 12. 9. 1791                        |
| František I. (1792–1835) - Marie Terezie Sicilská                                           | 9. 8. 1792 11. 8. 1792                        |
| Ferdinand I. Dobrotivý (1835–1848) - Marie Anna Savojská                                    | 7. 9. 1836 12. 9. 1836                        |